# Рудногорск
Рудногорск — рабочий посёлок в Нижнеилимском районе Иркутской области. Входит в Рудногорское муниципальное образование.

## География
Расположен в 18 км к северо-западу от Новой Игирмы, в 80 км к северу от Железногорска-Илимского, в 96 км к юго-востоку от Усть-Илимска и в 555 км к северу от Иркутска. Через посёлок протекает река Рассошка, впадающая в Усть-Илимское водохранилище.
В посёлке находится одноимённая ж.-д. станция на ветке Хребтовая (БАМ) — Усть-Илимск.
Имеется подъездная дорога (через Новую Игирму) от автодороги А331 Братск — Усть-Кут, продолжающаяся далее на северо-запад к посёлкам Новоилимск и Брусничный.

## Население
| 1979  | 1989  | 2002  | 2009  | 2010  | 2011  | 2012  |
| ----- | ----- | ----- | ----- | ----- | ----- | ----- |
| 3925  | ↗5852 | ↘4559 | ↘4498 | ↘3620 | ↘3607 | ↘3515 |
| 2013  | 2014  | 2015  | 2016  | 2017  | 2021  |       |
| ↘3461 | ↘3375 | ↘3317 | ↘3289 | ↘3198 | ↘2634 |       |

Национальный состав: русские — 90,3 %, украинцы — 3,6 %, татары — 2,1 %.

## История
Первое временное поселение геологов возле горы без названия, где железная руда лежала прямо на поверхности, появилось в 1930-х годах. Поработав, геологи ушли, вернулись в 1940-х годах, но продолжению работ помешала война. Исследования геологической экспедиции возобновились после войны. Официально в статусе населённого пункта с 1968 года, статус посёлка городского типа с 1974 года.
В 1972 году в посёлок был переведён Нижнеилимский леспромхоз (из Брусничного).

## Инфраструктура
Средняя общеобразовательная школа, детский сад, дом культуры (с библиотекой, музыкальной школой, спортзалом), школа искусств, горбольница, пожарная часть, отделение почтовой связи, отделение Сбербанка, лесхоз, лесничество, православный храм. Имеется 14 пятиэтажных домов. Предприятия лесозаготовки.